# Pristiterebra pustulosa
Pristiterebra pustulosa é uma espécie de gastrópode do gênero Pristiterebra, pertencente a família Terebridae.